# Мінга-Гуасу
Мінга-Гуасу — місто в Парагваї, у департаменті Альто-Парана, за 311 км від столиці країни Асунсьйона і за 20 км від столиці департаменту міста Сьюдад-дель-Есте. Заснований в 1958 році.

## Клімат
Середньорічна температура становить +21 °C. Найвища досягає 38 ºС, мінімальна 0 °C. Річна кількість опадів більшості країн відбувається в регіоні Альто Парана.

## Населення
60719 жителів, з них юнаки, 31358 і 29361 жінок.
| Парагвай | Це незавершена стаття з географії Парагваю. Ви можете допомогти проєкту, виправивши або дописавши її. |

1. ↑  https://www.datos.gov.py/dataset/nuevo-codigo-postal-del-paraguay